# Saint-Géry (Belgique)
Pour les articles homonymes, voir Saint-Géry.
Saint-Géry (en wallon Sint-Djri) est une section de la commune belge de Chastre, située en Région wallonne dans la province du Brabant wallon.
C'était une commune à part entière avant la fusion des communes de 1977.

## Démographie
- Sources:INS, Rem:1831 jusqu'en 1970=recensements, 1976= nombre d'habitants au 31 décembre

## Patrimoine et culture

### Patrimoine architectural

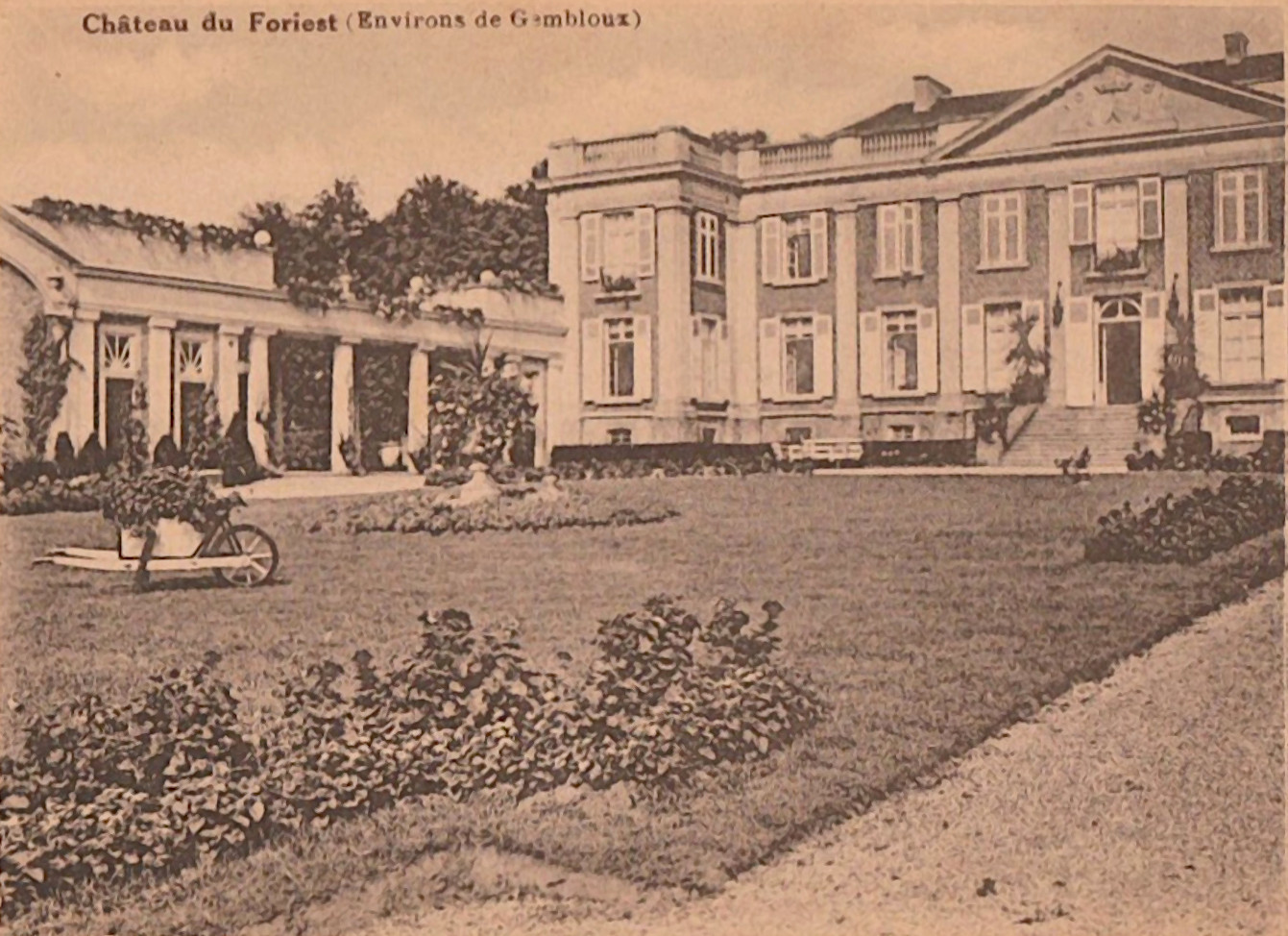
Le château de Foriet à Saint-Géry en 1920.

- L'église paroissiale Saint-Géry (1836), fonts gothiques du XVe siècle.
- La chapelle de la Vierge (1734), dans le jardin de la cure.
- La tour sarrasine, tourette ou cense de Boissemont (XIIIe siècle).
- La croix carrée de Saint-Géry (située route Saint-Géry - Cortil-Noirmont).
- La fontaine Saint-Géry fut restaurée en 1996.
- La ferme de la Dîme du XVIIIe siècle.
- Le tumulus de Penteville du IIe siècle
- Le château de Foriet.